# Jefferson Thomas
Jefferson Allison Thomas (* 19. September 1942 in Little Rock; † 5. September 2010 in Columbus) war ein US-amerikanischer Bürgerrechtler. Bekannt wurde er als einer der Little Rock Nine.

## Leben
Thomas durfte gemäß der Jim-Crow-Gesetzgebung nur Schulen für schwarze Schüler besuchen, die oft deutlich schlechter ausgestattet waren als die für weiße Schüler. Auch nachdem der Oberste Gerichtshof im Fall Brown v. Board of Education geurteilt hatte, dass die Rassentrennung an Schulen verfassungswidrig sei, ging die Desegregation nur schleppend voran. Erst 1957 ermöglichte ein Beschluss des Bezirksgerichts Roberts und acht weiteren Schülern – bald bekannt als Little Rock Nine – den Besuch der Little Rock Central High School, die bis dahin keine Afroamerikaner aufgenommen hatte. Trotz der richterlichen Anordnung versuchten rassistisch motivierte Demonstranten und die vom Gouverneur Orval Faubus entsandte Arkansas National Guard die Integration der Central High School zu verhindern. Der Präsident Dwight D. Eisenhower musste zum Schutz der neun Jugendlichen Soldaten der 101st Airborne Division nach Little Rock schicken und die Arkansas National Guard unter Bundeskommando stellen. Im folgenden Jahr wurde die Central High School geschlossen, um schwarzen Schülern den Schulbesuch zu verwehren. Thomas konnte daher erst 1960, nachdem die Central High School wieder geöffnet worden war, seinen Schulabschluss machen.
Er studierte daraufhin an der California State University, Los Angeles Betriebswirtschaftslehre und diente während des Vietnamkriegs als Sergeant im US-Heer. Daraufhin arbeitete er als Angestellter für Mobil Oil und für das Verteidigungsministerium der Vereinigten Staaten.
1964 wirkte er als Erzähler beim Dokumentarfilm Nine from Little Rock über die Erlebnisse der Little Rock Nine mit. 1965 wurde der Film in der Kategorie Bester Dokumentar-Kurzfilm mit dem Oscar ausgezeichnet.
Thomas wurde wie die anderen Little Rock Nine für seinen Einsatz für die Bürgerrechtsbewegung vielfach geehrt. 1958 wurden die Little Rock Nine gemeinsam mit einer ihrer wichtigsten Helferinnen, Daisy Bates, mit der Spingarn Medal ausgezeichnet. Der Präsident Bill Clinton ehrte die Little Rock Nine 1999 mit der Congressional Gold Medal.
Er verstarb 2010 als erster der Little Roch Nine. Die Todesursache war Bauchspeicheldrüsenkrebs.